# Mördaren ljuger inte ensam
Mördaren ljuger inte ensam är en kriminalroman av Maria Lang (pseudonym för Dagmar Lange), utgiven första gången 1949 på bokförlaget Norstedts. Romanen har översatts till danska, norska och finska. Boken, som var Maria Langs debutbok, blev uppmärksammad inte minst för att den berörde homosexualitet, vilket sällan omnämndes år 1949.

## Handling
Boken berättas i jag-form av Puck Ekstedt, en ung litteraturstuderande från Uppsala, som av sin mentor, doktor Rutger Hammar, bjudits in att tillbringa sommaren i dennes sportstuga, som ligger på en ö i en liten insjö långt inne i Bergslagens mörka, ödsliga skogar. Puck tackar ja; mycket på grund av att historikern Einar Bure, Rutgers gode vän, som Puck är smått förälskad i, också ska komma. 
På ön möter Puck också Rutgers hustru, hemmafrun Ann-Sofie, skalden Carl-Herman, den bortskämda rikemansdottern Lil med sitt senaste "fynd", den bildsköne Jojje – och så Rutgers före detta fästmö, den vackra Marianne, och hennes alldagliga väninna Viveka. Puck märker genast att det finns fullt med erotiska spänningar bland människorna på den lilla ön, och en natt hittar hon Marianne mördad. Men liket försvinner, och ingen tror henne – ingen utom Einar. Denne tillkallar sin barndomsvän, kriminalkommissarien Christer Wijk, för att denne ska lösa mordgåtan...

## Filmatisering
Boken filmatiserades 2013 i regi av Birger Larsen, som Mördaren ljuger inte ensam.